# Arthur Patterson
Arthur Patterson, Arthur J. Patterson, Patterson Artúr János (London, 1835. június 7. – Budapest, 1899. szeptember 29.) bölcseleti doktor, egyetemi tanár, a Kisfaludy Társaság és a Magyar Tudományos Akadémia kültagja.

## Élete
18 éves koráig családi nevelésben részesült Walesben (Radnor megyében). 1855-ben a cambridge-i egyetemre ment, ahol 1859-ben doktorrá avatták. Hazánkat 1862-től 1867-ig többször beutazta: 1865 augusztusától 1867 júliusáig Győrben, Pesten, Szegeden és Debrecenben tartózkodott, nyelvünket megtanulta, viszonyainkat alaposan megismerte. 1866-ban jelent meg a Fortnightly Review-ban a Hungarian election című első közleménye Magyarországról, melynek sikere arra bírta, hogy kiadja The Magyars c. nagyobb művét. 1869-ben a Kisfaludy Társaság, s 1873. május 21-én a Magyar Tudományos Akadémia megválasztották kültagjuknak. 1886-tól a budapesti egyetemen az angol nyelv és irodalom rendkívüli tanára volt. Sírja a Fiumei úti sírkertben áll (34-3-15)
Számos, a magyar irodalom és viszonyokra vonatkozó cikke jelent meg az Academy, Fortnightly Review, Journal of Education és a Macmillan's Magazine c. folyóiratokban; Gyulai Pálnak Egy régi udvarház utolsó gazdája c. beszélyét lefordította angolra s a Cornhille Magazine-ban (1872.) közölte; a Reformban (1871. 151. Kemény Zsigmond az angol kritika előtt, angolul írt ford.).

## Művei
- An Indian caste. London, 1859 (Doktori dissertatio)
- The magyars: Their country and institutions. Uo. 1869. Két kötet. (Színes néprajzi térképpel. Ism. Vasárnapi Ujság 1870. 26-28. sz.)
- The new landlord. Uo. 1869 (Jókai Mór, Uj földesur, ford.)
- Report on recent Hungarian Philology. Ugyanott, 1834 (lenyomat: Adress of the Praesident to philological Society-ból)
- Dallos Gyula, Gyakorlati angol nyelvtan új tanmódszer alapján, mely szerint angol nyelven olvasni, írni és beszélni a legrövidebb idő alatt alaposan megtanulhatni. Tanodai és magánhasználatra. Negyedik javított kiadás. Bpest, 1887
- Angol nyelvtan és olvasókönyv iskolai és magánhasználatra. Ugyanott, 1892 (Balassa Józseffel együtt)
- Arthur J. Patterson: Utazás Erdélyben 1864 nyarán; ford., jegyz. Kiss Sándor; Attraktor, Máriabesnyő, 2017 (Élet-utak)